# Cuisine amérindienne

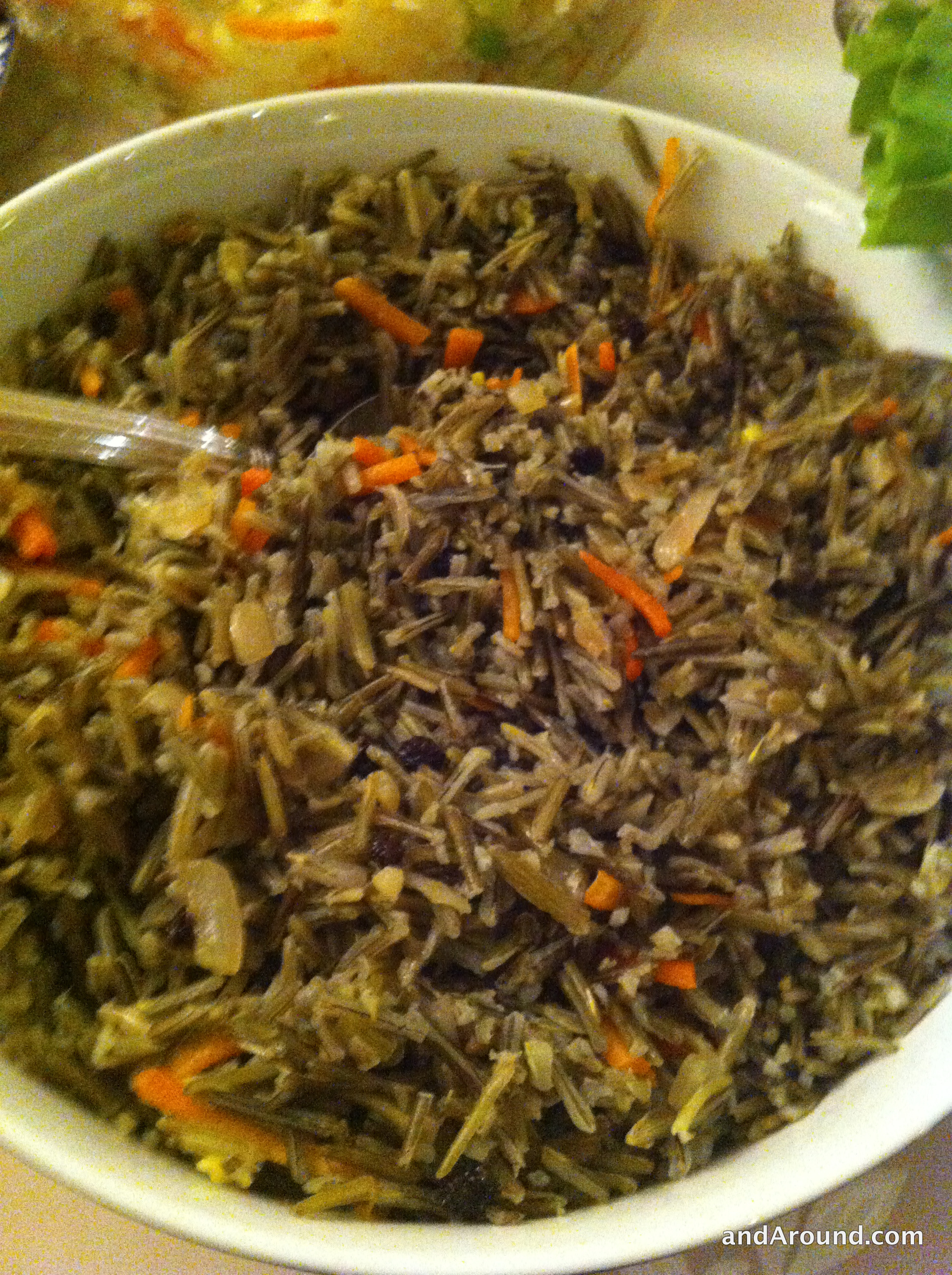
Salade de Zizanie (riz sauvage)

La cuisine amérindienne fait référence à un ensemble de styles gastronomiques hérités des diverses traditions alimentaires des Premières Nations. Bien qu'elle varie grandement d'une nation à l'autre, cette cuisine est typiquement basée sur la subsistance et fait généralement usage de viandes sauvages (orignal, lièvre, castor, outarde, etc.), de poissons (doré, brochet, truite, etc.) et de baies sauvages (bleuet, atoca, sureau, etc.). Certains mets emblématiques, tels que la sagamité, font aussi un grand usage du maïs. Certains ingrédients couramment associés à la cuisine québécoise comme le sirop d'érable sont un héritage amérindien.
Durant le premier quart du XXIe siècle, les traditions culinaires amérindiennes regagnent en popularité. Selon le chef cuisinier québécois Jean-Paul Grappe, une « réconciliation et une renaissance culinaires » se produit alors entre allochtones canadiens et autochtones.